# المعتد بالله بن المعتمد
أبو بكر المعتد بالله بن المعتمد هو أحد أبناء المعتمد بن عباد أمير إشبيلية وقرطبة في عصر ملوك الطوائف. كان يتولى حكم مدينة مارتلة نيابة عن أبيه، وأجبر على تسليمها لاحقاً للمرابطين.
بعد معركة الزلاقة، أراد والده المعتمد أن يقود أخوه يزيد الراضي حملةً لصدّ جيش مملكة قشتالة الذي كان متوجِّهاً لمهاجمة مدينة لورقة، إلا إنَّ الراضي أعرض عن خوض الحرب، فقرَّر المعتمد تعيين المعتدّ بالله مكانه على رأس الجيش. كان عدد الأندلسيّين كبيراً، إلا إنَّهم انهزموا رغم ذلك وخسروا المعركة مع القشتاليين. وأثارت الهزيمة غضباً شديداً في نفس المعتمد.
عندما هاجم القائد المرابطي سير بن أبي بكر مملكة المعتمد بن عبَّاد بهدف ضمِّها إلى المرابطين، كان المعتد بالله يتولى حكم مارتلة، وهي من مدن الأندلس الحصينة. لكن عقب سقوط إشبيلية وأسر المعتمد (والد المعتد بالله)، أجبره المرابطون هو وزوجته اعتماد الرميكية على أن يكتبا للمعتد يرجوانه أن يستسلم، ويخبرانه بأنَّه إذا لم يفعل فإنَّهما سيُقتَلا. وافق المعتد تحت هذا التهديد على التخلي عن مارتلة بعد عقد ميثاقٍ مع المرابطين.

## كتب
- علي، أدهم (2000). المعتمد بن عبَّاد. الإدارة العامة للثقافة، وزارة الثقافة والإرشاد القومي، القاهرة - مصر.